# Bandera d'Egipte
La bandera nacional d'Egipte (àrab: علم مصر, ʿalam Miṣr) va ser adoptada el 4 d'octubre de 1984. És una bandera composta per tres franges horitzontals de la mateixa mida de colors vermell (la superior), blanca (la central) i negra (la inferior).
El color vermell al·ludeix a la història del país, està adoptat de la bandera que es va usar durant el segle xix, però l'origen dels elements d'aquesta bandera és otomà. El blanc representa la Revolució de 1952 que va permetre la deposició incruenta del rei Faruk I i que va acabar amb la definitiva proclamació de la República després d'enderrocar el seu fill Fuad II l'any següent. El color negre simbolitza el final de l'opressió que va exercir el colonialisme britànic sobre el poble egipci. En la part central de la bandera apareix representat, dintre de la franja de color blanca, l'escut d'Egipte.

## Colors
| Model de color | Vermell     | Blanc         | Negre     | Groc        |
| -------------- | ----------- | ------------- | --------- | ----------- |
| RGB            | 206, 17, 38 | 255, 255, 255 | 0, 0, 0   | 192, 147, 0 |
| CMYK           | 0-92-82-19  | 0-0-0-0       | 0-0-0-100 | 0-23-100-25 |
| HTML           | #CE1126     | #FFFFFF       | #000000   | #C09300     |

## Història
A principis del segle xix Mehmet Ali, paixà otomà d'Egipte, va crear la qual es pot considerar com la primera bandera nacional del país. Estava composta per tres mitges llunes (símbol de l'islam) amb tres estrelles de cinc puntes a la dreta de cadascuna d'elles, sobre fons vermell.
Existeixen dues possibles interpretacions d'aquesta bandera: la primera defensa que significa la victòria dels exèrcits egipcis en tres continents (Àfrica, Europa i Àsia), mentre que l'altra teoria proposa que vol significar la sobirania de Mehmet Ali sobre Egipte, Núbia i Sudan. Quan el 1914, Regne Unit va convertir Egipte en un protectorat (encara que en realitat els britànics ja controlaven el país des de 1882) no van modificar la bandera existent.
El 1922, Regne Unit va reconèixer la independència del país, i es va adoptar una nova bandera, aquesta vegada composta per una mitja lluna amb tres estrelles sobre fons verd. El 1952, el Moviment d'Oficials Lliures va deposar el rei Faruk I i un any més tard va proclamar definitivament la República. El nou govern va crear una nova bandera, formada per tres franges (vermella-blanca-negra) com l'actual, però l'àguila portava una mitja lluna i unes estrelles. En 1958 Egipte i Síria es van unir, formant la República Àrab Unida. La bandera del nou Estat era igual que l'anterior, però en comptes d'escut tenia dues estrelles verdes de cinc puntes (que representaven als dos països).
Encara que la unió es va desfer en 1961, Egipte va continuar usant la mateixa bandera fins a l'1 de gener de 1972, data en la qual es va adoptar una bandera molt semblant a l'actual, però que comptava amb algunes petites diferències en el disseny de l'escut. Aquesta bandera va estar en vigor fins a l'adopció de l'actual el 1984.

## Banderes històriques

Bandera del Soldanat Mameluc d'Egipte (1250-1517)
Bandera usada a Egipte sota l'Imperi Otomà
Bandera de l'Eyalet d'Egipte (1831?-1914) Bandera del Protectorat Britànic (1914-1922)
Bandera del Regne d'Egipte (1922-1952)
Bandera de la República d'Egipte (1952-1958)
Bandera de la República Àrab Unida (1958-1961) Bandera d'Egipte (1961-1972)
Bandera d'Egipte (1972-1984)